# NGC 1591
NGC 1591 è una galassia a spirale barrata situata nella costellazione dell'Eridano, a una distanza di circa 196 milioni di anni luce dalla nostra Via Lattea.

## Scoperta
La galassia è stata scoperta il 6 novembre 1834 dall'astronomo britannico John Herschel.

## Descrizione
NGC 1591 ha una classe di luminosità I-II e presenta una larga riga a 21 cm dell'idrogeno neutro.

## Supernova
Il 6 febbraio 2008, all'interno di NGC 1591 è stata scoperta la supernova SN 2008V da D. Winslow, W. Li e A. V. Filippenko nel corso del programma LOSS (Lick Observatory Supernova Search) dell'Osservatorio Lick. La supernova è stata classificata di tipo IIb.